# Holger Steinle
Holger Steinle (* 1948)  ist ein deutscher Professor für Wirtschaftswissenschaften und Sammler historischer Flugzeuge. Er war bis zu seiner Pensionierung im Jahr 2013 Leiter der Luft- und Raumfahrtabteilung des Deutschen Technikmuseums Berlin (DTMB).

## Leben
Holger Steinle studierte an der Technischen Universität Berlin Wirtschaftsingenieurwesen. Er ist Inhaber zweier Doktortitel (Dr.-Ing. und Dr. rer. pol.), die er an der TU Berlin erworben hat.
Steinle übernahm im Jahr 1985 die Leitung der Luft- und Raumfahrtabteilung des damaligen Museums für Verkehr und Technik Berlin. Im Auftrag des Museums war er weltweit auf der Suche nach verschollenen Flugzeugen der deutschen Luftfahrtgeschichte. Besonders interessiert er sich dabei für die ehemalige Deutsche Luftfahrtsammlung, die in den Wirren des Zweiten Weltkriegs verschwunden ist.
Die im Jahr 2005 eröffnete Dauerausstellung des Deutschen Technikmuseums dokumentiert über 200 Jahre alte deutsche Luftfahrtgeschichte. Jedes der mehr als 40 ausgestellten Flugzeuge wurde von Holger Steinle in über 20 Jahren Arbeit nach Berlin geholt.
Etwa 20 Exponate der rund 120 Maschinen der ehemaligen Deutschen Luftfahrtsammlung Berlin, die 1936 eröffnet und 1943 geschlossen wurde, befinden sich heute im Polnischen Luftfahrtmuseum in Krakau. Die Flugzeuge wurden 1943 nach Pommern ausgelagert und verblieben nach Ende des Zweiten Weltkriegs in Polen. Die Eigentumsfrage ist bis heute strittig. Steinle äußert sich dazu wie folgt:

„Beendet ist mein Werk aber erst, wenn auch die Denkmäler der Flugtechnik, die heute noch in Krakau lagern, wieder hier sind.“

## Veröffentlichungen (Auswahl)
- Die Umstellung der Fliessfertigung auf Einzel- oder Gruppenfertigung. Ursachen, Durchführung und Ergebnisse; dargestellt anhand einer empirischen Untersuchung in der Bundesrepublik Deutschland. Dissertation TU Berlin 1978.
- Partizipative Planung neuer Formen der Produktionsorganisation. Minerva-Publikation, München 1982, ISBN 3-597-10404-5. (Dissertation TU Berlin 1981)
- Ein Bahnhof auf dem Abstellgleis. Der ehemalige Hamburger Bahnhof in Berlin und seine Geschichte. Silberstreif, Berlin 1983, ISBN 3-924091-00-5.
- mit Michael Hundertmark: Phoenix aus der Asche. Die Deutsche Luftfahrt-Sammlung Berlin. Berlin 1985,
- mit Marian Krzyżan: Die Jeannin-Stahltaube A.180-14. Aus den Anfängen der Fliegerei in Johannisthal. Bonn 1989.
- mit Marian Krzyżan: Die Halberstadt Cl.IV D-IBAO. Aus den Pionierjahren des deutschen Luftverkehrs. Bonn 1992.
- Deutsche Raketenforscher im Dienste der Sowjetunion. In: Wolf Stamm-Kuhlmann: Raketenrüstung und internationale Sicherheit von 1942 bis heute. Band 56, Stuttgart 2004
- mit Astrid Venn: Flugzeuge mit Geschichte. Die Luftfahrtsammlung des Deutschen Technikmuseums Berlin. Königswinter 2009, ISBN 3-86852-206-9.
- mit Peter M. Grosz und Peter Seelinger: Die Pfalz-Flugzeugwerke GmbH 1913–1919. Silberstreif, Landau 2015, ISBN 978-3-924091-07-1.
- mit Stefanie von Hochberg: Von der Hölle zu den Sternen. In: Ich diente nur der Technik. Sieben Karrieren zwischen 1940 und 1950. Berliner Beiträge zur technikgeschichte und Industriekultur. Schriftenreihe des Museums für Verkehr und Technik Berlin, Band 13, 1995,139-152, ISBN 3-87584-549-8

## Dokumentation
- Die versunkenen Flugzeuge. Deutschland 2004, ARTE, Erstausstrahlung, Reportage von Jörg Daniel Hissen, Peter Moers (52 Min.); Information zur Reportage